# Gottwald AMK 1000
Der Gottwald AMK 1000 (Automobilkran 1000 Tonnen) war von 1985 bis 2007 der einzige Teleskopautokran, der über eine nominelle Traglast von 1000 t verfügte.
Der Kran wurde von 1983 bis 1985 als Einzelexemplar von Gottwald Düsseldorf für den Mainzer Kranbetreiber „Riga Mainz“ bzw. „Autokrandienst Mainz“ gebaut. Ursprünglich war der Kran für eine Tragkraft von 600 t geplant, nach weiteren Berechnungen dann auf 800 t ausgelegt, jedoch wurde er nach einigen Testfeldhüben für theoretische 1000 t freigegeben. Diese Tragkraft hätte allerdings nur mit einem speziellen, kurzen Schwerlastausleger erreicht werden können, welcher jedoch nie gebaut wurde. Die maximale Tragkraft am 62 m langen Teleskopausleger beträgt 350 t.
Kombiniert werden konnte der Teleskopausleger mit einer 93 m langen Wippspitze, bzw. mit einer 51 m langen starren Verlängerung.
Der komplette Kran ist auf mehrere Fahrzeuge verteilt. Der Mobilkran selbst ist auf dem „AMK 1000-103“ (10 Achsen, 3 m Breite) montiert, für den separat zu transportierenden Teleskopmast entwickelte Gottwald einen neunachsigen Masttransporter („AMK 1000-93 TR“). Durch eine hydraulische Aufnahmehalterung für den Teleskopmast konnte dieser auch auf leicht unebenem Untergrund ohne Hilfe eines weiteren Kranes mit dem AMK 1000-93 TR am Grundgerät des AMK 1000-103 angebolzt werden.
Die vier je 12,5 t schweren Abstützungen wurden auf einem fünfachsigen Goldhofer-Anhänger vom Typ TP 5-62 in speziellen Transporthaltern transportiert, eigens von Goldhofer für diesen Kran gebaut und ebenfalls einmalig.
1994 wurde der AMK 1000-103 samt AMK 1000-93 TR an den Hürther Betreiber Breuer verkauft. Nach der Auflösung des Unternehmens im Jahr 2000 ging der Kran an Long Hook (Taiwan), wo er weiterhin in Breuer-Farben lief.
Nachdem der Kran bei Long Hook längere Zeit in einem äußerst desolaten Zustand zum Verkauf stand (für 2 Mio. US-Dollar), wurde er 2004 von Chisun Cranes (Taiwan) gekauft und anschließend restauriert.
Der Masttransporter AMK 1000-93 TR wird bei Chisun als Ersatzteilträger für den Kran-Unterwagen genutzt.
Dem Stützenanhänger wurde der vordere Drehschemel samt Doppelachse entfernt und eine Sattelkröpfung vorne angeschweißt, so dass er nun als Dreiachssattelauflieger bei einem anderen Kranbetreiber in Taiwan Dienst tut.